# Draft de la NBA de 1951
El Draft de la NBA de 1951 fue el quinto draft de la National Basketball Association (NBA). El draft se celebró el 25 de abril de 1951 antes del comienzo de la temporada 1951-52. 
En este draft, diez equipos de la NBA seleccionaron a jugadores amateurs del baloncesto universitario. En cada ronda, los equipos seleccionaron en orden inverso al registro de victiorias-derrotas en la temporada anterior. Tri-Cities Blackhawks participó en el draft, pero se trasladó a Milwaukee y se convirtió en Milwaukee Hawks antes del comienzo de la temporada. El draft consistió de doce rondas y 87 jugadores fueron seleccionados.

## Selecciones y notas del draft
Gene Melchiorre, de la Universidad de Bradley, fue seleccionado en la primera posición por Baltimore Bullets. Sin embargo, nunca jugó en la NBA debido a que fue suspendido de por vida por el escándalo de amaño de partidos mientras jugaba en la universidad. Myer Skoog, de la Universidad de Minnesota, fue seleccionado antes del draft como elección territorial de Minneapolis Lakers.

## Leyenda
|  | Denota jugador que ha sido seleccionado al menos en un All-Star Game |
|  | Denota jugador que nunca ha jugado en la NBA                         |

## Draft
| Ronda | Pick | Jugador         | Posición | Nacionalidad   | Equipo                 | Universidad        |
| ----- | ---- | --------------- | -------- | -------------- | ---------------------- | ------------------ |
| T     | –    | Myer Skoog      | G        | Estados Unidos | Minneapolis Lakers     | Minnesota          |
| 1     | 1    | Gene Melchiorre | G        | Estados Unidos | Baltimore Bullets      | Bradley            |
| 1     | 2    | Mel Hutchins    | F/C      | Estados Unidos | Tri-Cities Blackhawks  | Brigham Young      |
| 1     | 3    | Marc Freiberger | C        | Estados Unidos | Indianapolis Olympians | Oklahoma           |
| 1     | 4    | Zeke Sinicola   | G        | Estados Unidos | Fort Wayne Pistons     | Niagara            |
| 1     | 5    | John McConathy  | F        | Estados Unidos | Syracuse Nationals     | Northwestern State |
| 1     | 6    | Ed Smith        | F        | Estados Unidos | New York Knicks        | Harvard            |
| 1     | 7    | Ernie Barrett   | G/F      | Estados Unidos | Boston Celtics         | Kansas State       |
| 1     | 8    | Sam Ranzino     | G        | Estados Unidos | Rochester Royals       | NC State           |
| 1     | 9    | Don Sunderlage  | G        | Estados Unidos | Philadelphia Warriors  | Illinois           |
| 2     | 10   | Jack Stone      | G/F      | Estados Unidos | Baltimore Bullets      | Kansas State       |
| 2     | 11   | Bill Gossett    | F/C      | Estados Unidos | Tri-Cities Blackhawks  | Colorado A&M       |
| 2     | 12   | Scotty Steagall | G        | Estados Unidos | Indianapolis Olympians | Millikin           |
| 2     | 13   | Jack Kiley      | G        | Estados Unidos | Fort Wayne Pistons     | Syracuse           |
| 2     | 14   | Don Savage      | G/F      | Estados Unidos | Syracuse Nationals     | Le Moyne           |
| 2     | 15   | Roland Minson   | G        | Estados Unidos | New York Knicks        | Brigham Young      |
| 2     | 16   | Bill Garrett    | F        | Estados Unidos | Boston Celtics         | Indiana            |
| 2     | 17   | Ray Ragelis     | F        | Estados Unidos | Rochester Royals       | Northwestern       |
| 2     | 18   | Mel Payton      | G/F      | Estados Unidos | Philadelphia Warriors  | Tulane             |
| 2     | 19   | Lew Hitch       | F/C      | Estados Unidos | Minneapolis Lakers     | Kansas State       |

## Otras elecciones
La siguiente lista incluye otras elecciones de draft que han aparecido en al menos un partido de la NBA.
| Ronda | Pick | Jugador         | Posición | Nacionalidad   | Equipo                 | Universidad      |
| ----- | ---- | --------------- | -------- | -------------- | ---------------------- | ---------------- |
| 3     | 23   | Jake Fendley    | F        | Estados Unidos | Fort Wayne Pistons     | Northwestern     |
| 3     | 24   | Bato Govedarica | G        | Estados Unidos | Syracuse Nationals     | DePaul           |
| 3     | 27   | Fred Diute      | G        | Estados Unidos | Rochester Royals       | St. Bonaventure  |
| 4     | 31   | Jim Slaughter   | C        | Estados Unidos | Tri-Cities Blackhawks  | South Carolina   |
| 4     | 32   | Bill Tosheff    | G        | Estados Unidos | Indianapolis Olympians | Indiana          |
| 4     | 37   | Elmer Behnke    | C        | Estados Unidos | Rochester Royals       | Bradley          |
| 5     | 45   | Tom Smith       | G        | Estados Unidos | New York Knicks        | Saint Peter's    |
| 5     | 48   | Mike Kearns     | G        | Estados Unidos | Philadelphia Warriors  | Princeton        |
| 6     | 51   | John Rennicke   | G        | Estados Unidos | Tri-Cities Blackhawks  | Drake            |
| 6     | 55   | Al McGuire      | G/F      | Estados Unidos | New York Knicks        | St. John's       |
| 6     | 56   | James Luisi     | G        | Estados Unidos | Boston Celtics         | St. Francis (NY) |
| 7     | 68   | George Dempsey  | G        | Estados Unidos | Philadelphia Warriors  | King's (NY)      |
| 8     | 77   | James Phelan    | G        | Estados Unidos | Philadelphia Warriors  | La Salle         |